# Martin Disler
Martin Disler (* 1. März 1949 in Seewen SO; † 27. August 1996 in Genf) war ein Schweizer Maler, Bildhauer und Schriftsteller.

## Leben
Martin Disler wuchs in Seewen auf, wo seine Eltern eine Gärtnerei betrieben. Von 1962 bis 1968 besuchte er eine katholische Internatsschule in Stans, die er aus disziplinarischen Gründen (Verstösse gegen die Hausordnung) verlassen musste, bevor er eine Matura ablegen konnte. 1969 eröffnete er als Autodidakt sein erstes Atelier in Solothurn zusammen mit der Malerin Agnes Barmettler, mit der er von 1970 bis 1977 verheiratet war. Erstmals stellte er 1970 in einer Einzelausstellung aus. Anschliessend zog er im selben Jahr nach Olten um; ein Jahr später, 1971, erfolgte ein Umzug nach Dulliken (Nähe Olten). Ab 1972 unternahm Disler öfters Reisen nach Italien und Frankreich und mit seinem Malerfreund Rolf Winnewisser; ab 1977 in die USA. 1978 zog Disler nach Zürich um und verlegte sein Atelier in die Roten Fabrik, einem «alternativen» Kulturzentrum.
1982 zog er nach Harlingen und 1983 nach Paris. 1984 heiratete er seine damalige Lebenspartnerin Irene Grundel. 1985 verlegten beide ihren Wohnsitz nach Samedan, bevor 1988 ein Wegzug nach Les Planchettes im Schweizer Jura erfolgte.
Martin Disler starb 1996 in Genf an den Folgen eines Hirnschlags.

## Auszeichnungen
1985 erhielt er den Bremer Kunstpreis.

## Werk
Disler gilt als einer der Begründer der Neuen Wilden. Damit zählt er (ebenso wie etwa
Miriam Cahn oder Klaudia Schifferle) zu den Pionieren einer Künstlergeneration der 1980er-Jahre, denen es im Figurativen gelang, ein ungewöhnlich ungestümes Körpergefühl in ihren Bilderwelten zu vermitteln. Seine Bilder finden bis heute Beachtung.
Seine heftige, gestische und expressive Malerei zeigt oft figürliche Anklänge, die gleichzeitig bedrängend und rätselhaft wirken. Er schuf auch ein grafisches und plastisches Werk. Die starke Resonanz seines Werks lebt auch von den zahlreichen Anspielungen auf literarische Texte. Ursprünglich wollte Disler selber Dichter werden.
1980 stellte er in einer Einzelausstellung der Kunsthalle Basel mit dem Titel «Invasion durch eine falsche Sprache» aus. Diese Schau bedeutete für Disler den internationalen Durchbruch. Die Erfahrungen dieser Ausstellung beschrieb er im Buch Bilder vom Maler, das in diversen Zeitungen und Zeitschriften in Auszügen nachgedruckt wurde. Es folgten Ausstellungen in der Schweiz, Deutschland, Frankreich, Italien, den Niederlanden, Brasilien und den USA. 1981 stellte Disler im Württembergischen Kunstverein Stuttgart unter dem Titel «Die Umgebung der Liebe» aus. Hervorzuheben ist dort ein 140 × 4,5 Meter großes Panoramabild Die Umgebung der Liebe. 38 Jahre später, 2019, übernahm das Graubündner Kunstmuseum prägende Teile dieser Präsentation und machte Dislers Schaffen damit einem grösseren Publikum erneut zugänglich.

## Publikationen
- Die Umgebung der Liebe (Ausstellungsführer, 1981 und 2019)
Zusammen mit dem Maler Dieter Hall gründete er den Verlag «Nachbar der Welt», in dem Bücher von Künstler und Künstlerfreunden wie Helmut Federle und Martin Frank erschienen.
2014 erschien posthum der Roman Die Versuchung des Malers.

## Ausstellungen (Auswahl)
- Kunstmuseum Solothurn, «Das Vokabular», 29. Mai 1976 – 4. Juli 1976.
- Kunsthalle Basel, «Invasion durch eine falsche Sprache», 16. März 1980 – 20. April 1980.
- Documenta 7 in Kassel 1982.
- Centro d’Arte Contemporanea Ticino CACT, Bellinzona, 26. Juli 2014 – 24. August 2014.
- Kunsthalle Bielefeld 2016.
- Cabinet d’arts graphiques, Genève, 7. April – 30. Juli 2017.
- Bündner Kunstmuseum Chur, «Die Umgebung der Liebe», 16. Februar – 26. Mai 2019.
- Kirchner Museum Davos, «Theater des Überlebens. Martin Disler - Die späten Jahre», 29. November 2020 – 7. November 2021.[12]